# Arthur Butz
Artur R. Butz är en amerikansk professor i elektroteknik vid Northwestern University. År 1976 gav han ut boken The Hoax of the Twentieth Century ("Det tjugonde århundradets bluff"), vilket lett till att han utpekats som förintelseförnekare.